# Cabanyal Z
Cabanyal Z és una websèrie de temàtica zombi ambientada al barri del Cabanyal de València, creada el 2012 per Joan Alamar i Gerardo J. Núñez. Segons diuen a la seva pàgina web, és un projecte autogestionat i col·laboratiu, obert a tothom que hi vulgui participar. Es financia amb micromecenatge. El darrer episodi es va emetre el novembre de 2016 i el 14 de gener de 2017 es va fer una festa de comiat a la sèrie al Teatre El Musical (TEM) del Cabanyal on van actuar els grups musicals que van posar la banda sonora a la sèrie: Lumpen Club, Tumba Swing, Perralobo, Cacho Tierno, Gibigi, Mox, Fukushima o Chimo Bayo.

## Sinopsi
A mitjan dècada de 2010, l'alcaldessa Rita Barberá vol un megaprojecte definitiu que li permetrà convertir a València candidata als Jocs Olímpics de 2024. A canvi, la CIA només li demana que cedeixi un dels seus barris com a camp de prova d'una flamant i letal arma química. Així els deixa experimentar al Cabanyal. Però el pla no li surt bé i el gruix de la població mundial es converteix en zombi. Només el Cabanyal resisteix.

## Producció
El Cabanyal és un barri mariner de València víctima d'un programa de perllongació d'una gran avinguda que suposaria la divisió del barri en dos i la destrucció de 1.651 habitatges. Els propis creadors de la sèrie afirmen: 
| « | "El nostre plató està patrocinat per Rita [Barberá] i els 16 anys d'abandó i degradació als quals ens ha sotmès" | » |

## Repartiment
Els protagonistes són majoritàriament activistes compromesos en la defensa del barri, com Iñaki Martínez, Jorge Lluesma, Belén Riquelme, Cristian Cuenca o Sara Valor Moya, pero també personatges coneguts com a Abdelatif Hwidar Chimo Bayo, Tonino Guitián o Arturo Valls.

## Reconeixements
El 2013 va rebre el premi a la millor websèrie valenciana als XXII Premis Turia. Va rebre una menció especial a la secció de websèries al Festival Cinema Jove de 2016. També va tenir cinc nominacions al Los Angeles Web Series Festival de 2017.